# Extraterrestri nella fantascienza

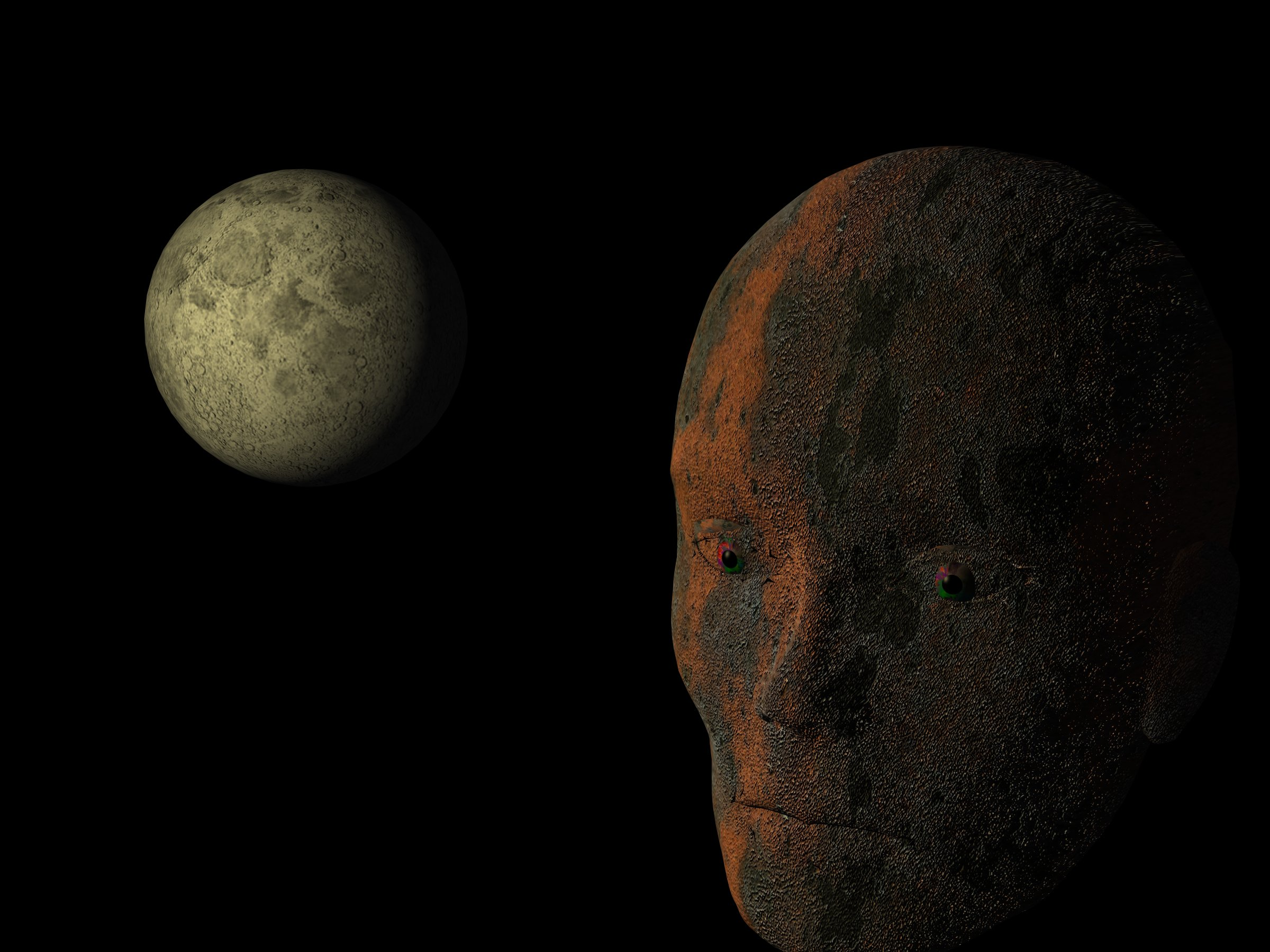
Rappresentazione artistica di un volto alieno

Gli extraterrestri nella fantascienza, e più in generale nella cultura di massa, sono rappresentati come forme di vita generalmente intelligenti provenienti da un pianeta diverso dalla Terra. Spesso sono anche indicati collettivamente come alieni; tale termine è antropocentrico ed è usato per riferirsi a ipotetici rappresentanti di civiltà non umane a partire da o su altri pianeti, anche nel contesto del proprio habitat nativo. Questo può essere visto come un ritorno al significato classico di "alieno", come riferito a un "altro". La parola "alieno" (dal latino alienus col vario significato di «appartenente ad altri, altrui; straniero; estraneo; avverso») indica in generale un soggetto estraneo all'ambiente di riferimento.
Per quanto la fantascienza abbia visto la propria codifica come genere solo nella prima metà del Novecento, gli extraterrestri compaiono già nella narrativa precedente, fin dall'antichità, in racconti filosofici, spesso in relazione al tema della "pluralità dei mondi", o in satire a sfondo sociale e politico.
Durante la prima fantascienza delle riviste "pulp" statunitensi, gli extraterrestri sono stati spesso rappresentati come mostri o come "omini verdi" e più in generale come semplici personaggi stereotipati, per lo più antagonisti malvagi dell'eroe umano, o al massimo nel ruolo di "spalla" del protagonista. In queste prime storie avventurose, gli extraterrestri sovente erano fatti provenire dal pianeta Marte o da altri luoghi del sistema solare. In seguito al progredire delle osservazioni astronomiche e dell'esplorazione spaziale, la loro origine è stata spostata in più remoti pianeti extrasolari. Con la nascita dell'ufologia alla fine degli anni quaranta e la corsa allo spazio durante la guerra fredda, gli extraterrestri hanno goduto di rinnovato interesse nell'opinione pubblica, diventando un popolare soggetto di indagine. Con gli anni sessanta-settanta della New Wave e della "fantascienza sociologica", nella narrativa queste figure dimettono il semplice ruolo di mostri e crudeli invasori per venire descritti in modo più complesso nei loro aspetti psicologici e culturali, superando gli stereotipi precedenti e rendendosi più spesso protagonisti delle storie, assieme alla loro civiltà e al loro ambiente.
Nella cultura popolare lo stereotipo degli "omini verdi" è stato nel frattempo sostituito da quello dei "grigi" delle pubblicazioni ufologiche.

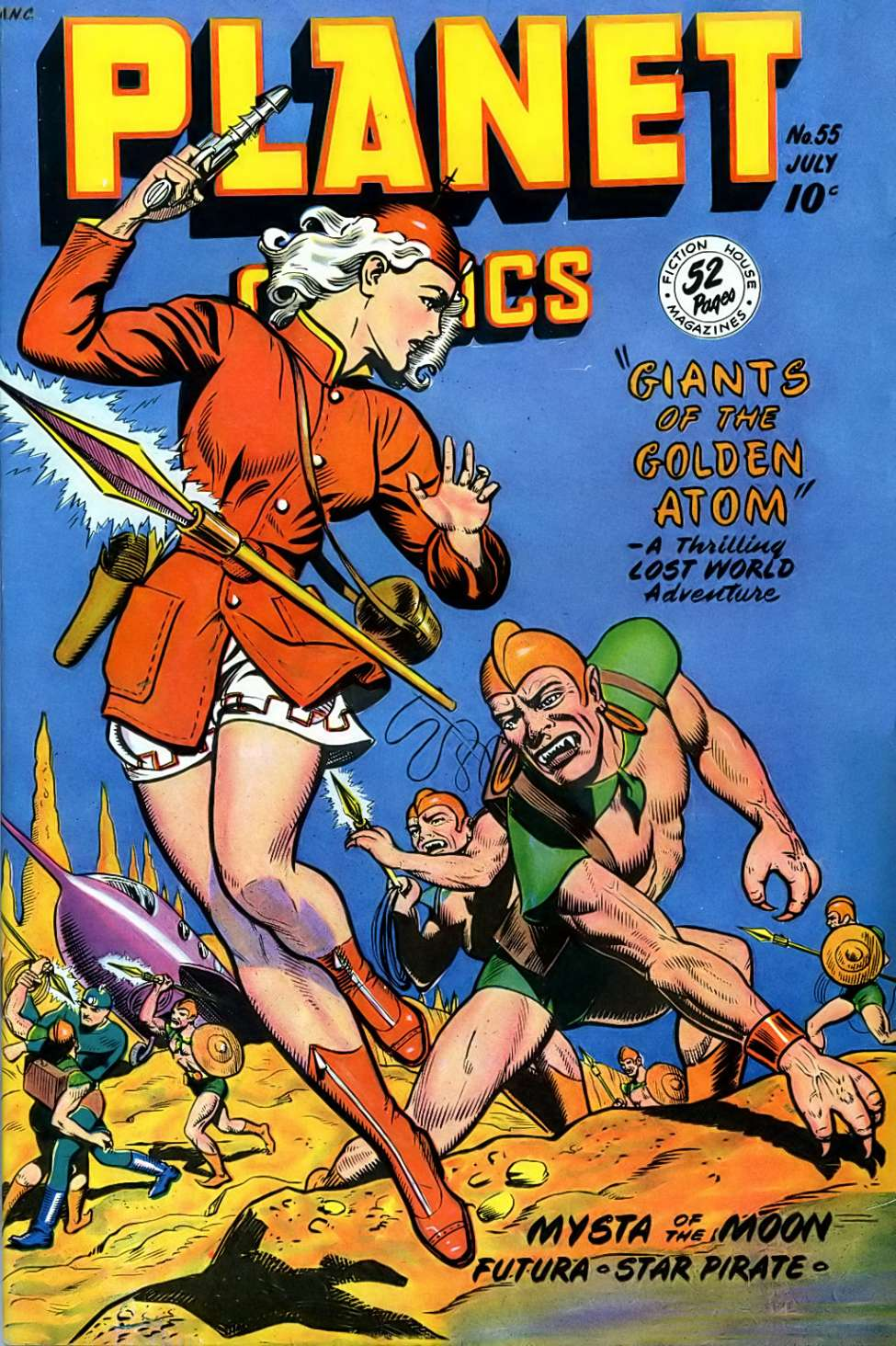
Copertina della rivista di fantascienza a fumetti Planet Comics (luglio 1948) che rappresenta degli extraterrestri ostili che inseguono una fanciulla.

## Evoluzione del concetto di extraterrestre nella narrativa

### Idee storiche

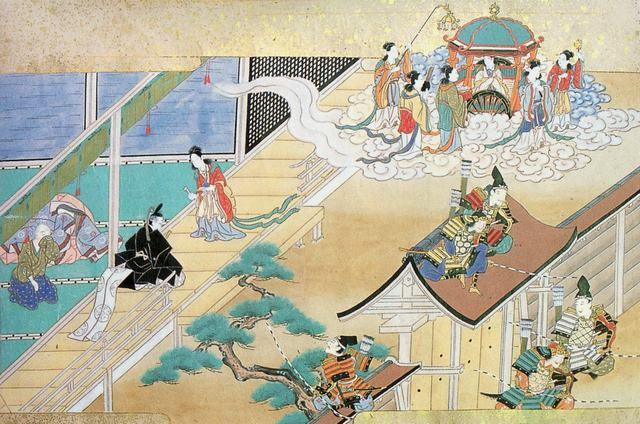
Kaguya-hime che fa ritorno sulla Luna nel Taketori monogatari (Storia di un tagliatore di bambù), X secolo.

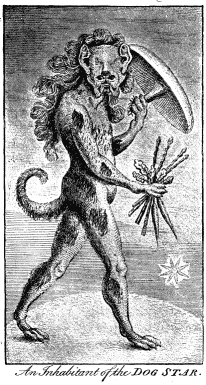
Un abitante della stella cane ne Le avventure del barone di Münchhausen, 1793

Benché la fantascienza come genere definito si sia sviluppata a partire dal Novecento, le rappresentazioni di personaggi extraterrestri compaiono nella letteratura fin dall'antichità, nel racconto Una storia vera di Luciano di Samosata (120-190 d.C.), o più avanti, agli albori dell'era scientifica, nel Somnium (1634) di Keplero, ne Gli stati e gli imperi della luna (1662) di Cyrano de Bergerac, nel Micromega (1752) di Voltaire.
La protagonista del racconto popolare giapponese del X secolo Taketori monogatari (Storia di un tagliatore di bambù), è una hime (principessa) della Luna, che viene mandata sulla Terra per sicurezza nel corso di una guerra celeste e viene ritrovata e cresciuta da un tagliatore di bambù in Giappone. In seguito ella viene riportata sulla Luna dalla sua vera famiglia. L'illustrazione del manoscritto raffigura una macchina volante circolare somigliante a un disco volante. All'incirca nello stesso periodo, Le avventure di Bulukiya, un racconto arabo medioevale da Le mille e una notte, descriveva un cosmo costituito da diversi mondi, alcuni più grandi della Terra e ciascuno con i propri abitanti.
Tuttavia è soprattutto a partire dal XVII secolo, con l'invenzione del telescopio, che si crea un autentico interesse per il tema della vita negli altri mondi.
Il poeta didattico Henry More riprese il tema classico della pluralità dei mondi del greco Democrito nel Democritus Platonissans, or an Essay Upon the Infinity of Worlds (1646). Con il nuovo punto di vista relativo era sostenuta la possibilità che "Il Sol del nostro mondo / divien altrove una stella", oltre ad avere compiuto il salto speculativo dei pianeti extrasolari.
La possibilità di vita extraterrestre era un luogo comune del discorso dotto nel XVII secolo, benché nel Paradiso perduto (1667) John Milton utilizzasse prudentemente il condizionale, quando l'angelo suggerisce ad Adamo la possibilità di vita sulla Luna:
Tu vedi le sue macchie come fossero nubi, e dalle nubi discende la pioggia, e le piogge sul suolo ammollito producono frutti, in modo che qualcuno si possa nutrire; e altri soli riesci forse a discernere con il corteggio delle loro lune, che emanano una luce maschile e femminile, due grandi sessi che animano il mondo, raccolti in ogni orbita, e forse là c'è qualcuno che vive»
Le Conversazioni sulla pluralità dei mondi di Bernard le Bovier de Fontenelle, con le sue analoghe escursioni sulla possibilità di vita extraterrestre, ampliano piuttosto che negare la sfera creativa di un Artefice; vennero tradotte in inglese nel 1686. Nelle Escursioni (1728) David Mallet proclama: "Diecimila mondi splendono avanti, ciascuno con il suo treno / di mondi popolati."

### Ottocento

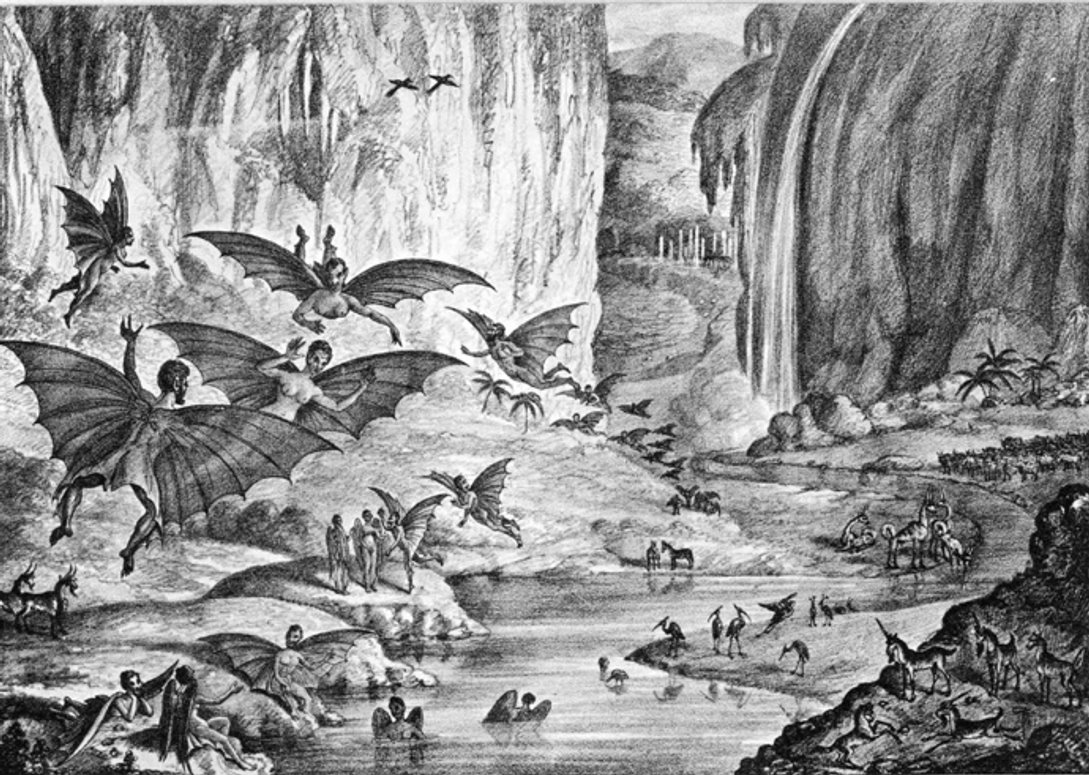
Il mondo della Luna descritto nella Great Moon Hoax, 28 agosto 1835.

Nell'Ottocento l'idea che la Luna e gli altri pianeti del sistema solare fossero abitati era abbastanza diffusa a livello popolare e anche nell'ambito del mondo accademico era una questione seriamente dibattuta. Il continuo miglioramento della tecnologia dei telescopi rifrattori, inoltre, faceva presagire nuove imminenti scoperte. L'astronomo francese Camille Flammarion (1842-1925), ad esempio, rimase convinto per tutta la vita che vi fossero altri pianeti abitati, concetto che divulgò nei suoi libri. Flammarion, oltre che divulgatore, fu anche un noto scrittore di romanzi scientifici precursori della fantascienza e fu tra i primi a proporre l'idea che gli esseri extraterrestri fossero davvero alieni, e non semplicemente variazioni delle creature terrestri.

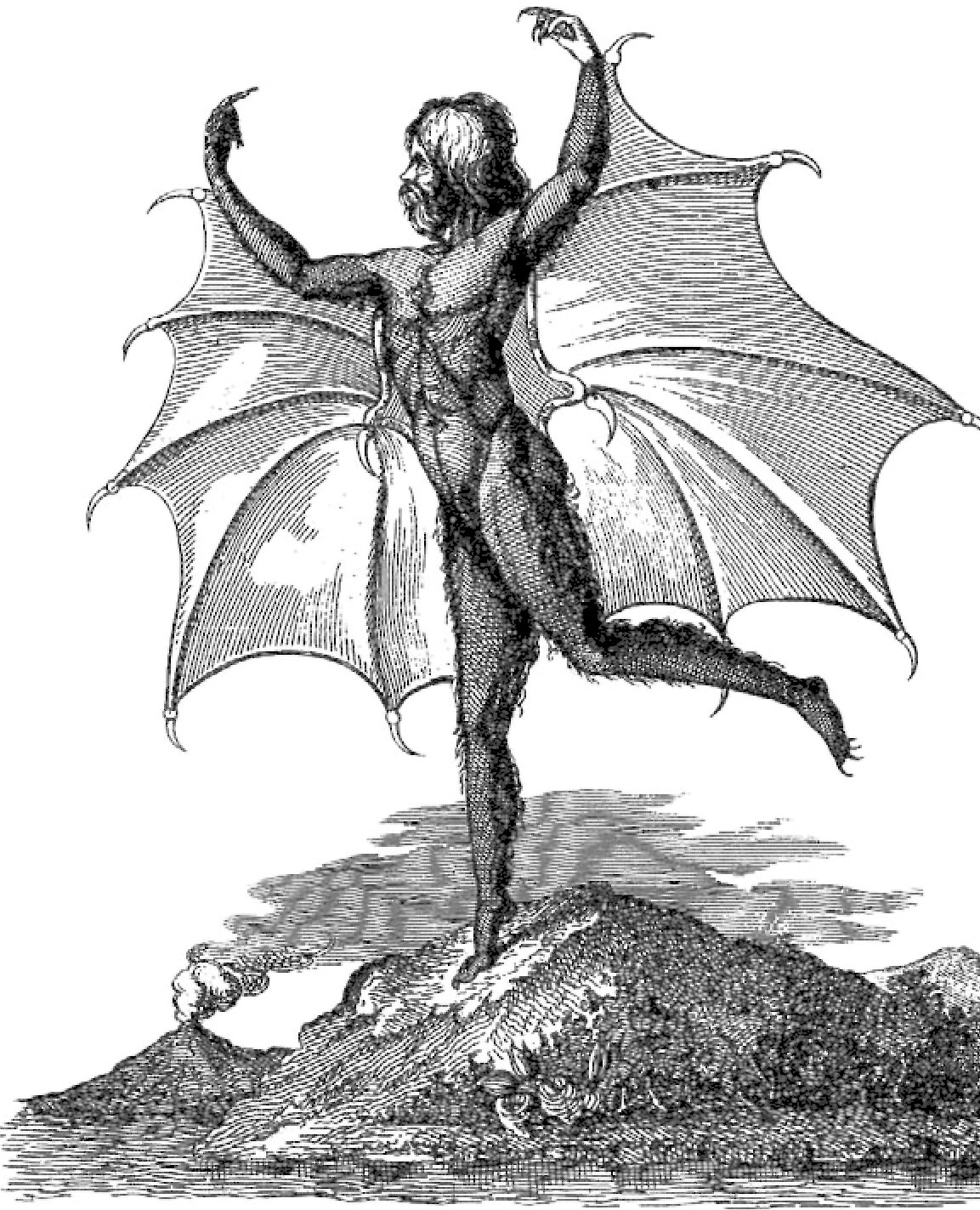
Un uomo pipistrello abitante della Luna (Vespertilio homo), dall'edizione italiana del 1836 del resoconto noto come Great Moon Hoax (grande beffa lunare).

Nell'opinione pubblica suscitò grande scalpore, nel 1835, la notizia della scoperta della vita sulla Luna in una serie di articoli pubblicati sul quotidiano New York Sun, che aumentò vertiginosamente le proprie vendite. Tale storia è passata alla storia col nome di Great Moon Hoax ("grande beffa della Luna"). In essa era descritto un completo ecosistema lunare e una razza intelligente di uomini alati. Le immaginarie scoperte - falsamente attribuite a sir John Herschel, forse il più noto astronomo del suo tempo - vennero prese per autentiche dai newyorkesi e l'articolo tradotto in varie lingue, malgrado in origine avesse, con ogni probabilità, un intento satirico: mettere in ridicolo alcune delle stravaganti teorie astronomiche dell'epoca, e in particolare le idee del rev. Thomas Dick, il quale aveva calcolato che il sistema solare contenesse 21.891.974.404.480 (oltre 21 trilioni) di abitanti (la Luna da sola, secondo il suo calcolo, avrebbe potuto contenerne 4,2 miliardi). Gli scritti di Thomas Dick furono enormemente popolari negli Stati Uniti anche tra gli intellettuali.

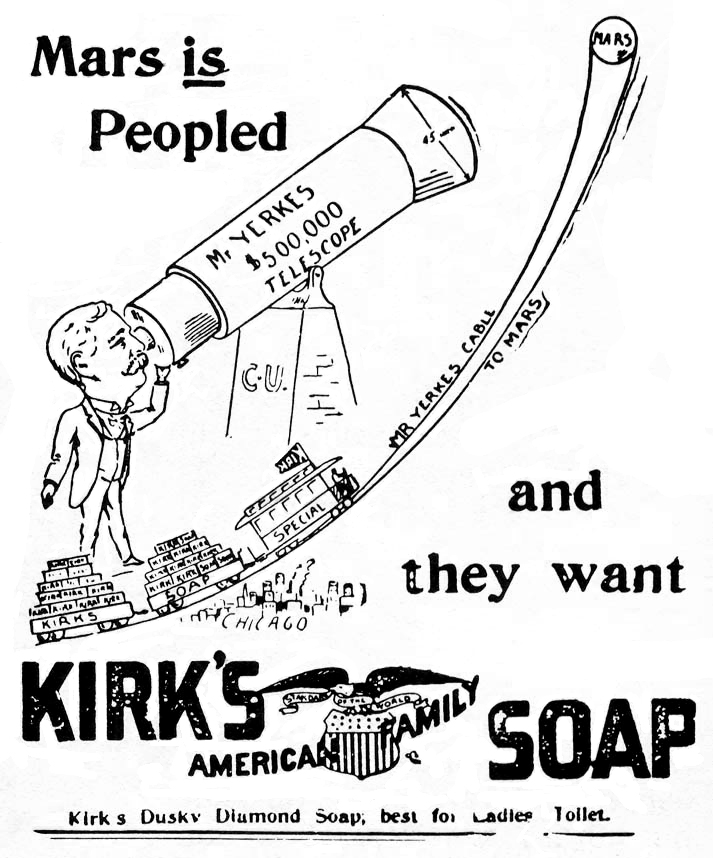
Pubblicità del 1893 da un quotidiano di Chicago per un sapone. La pubblicità gioca sull'apertura in quell'anno di un telescopio rifrattore da 1 metro di diametro (il più grande del mondo di quel tipo) all'osservatorio di Yerkes e sull'idea che Marte sia popolato da vita intelligente.

Dopo la Luna, il pianeta Marte è stato considerato per lungo tempo un ottimo candidato per la vita extraterrestre.
Nel 1877 l'astronomo italiano Giovanni Virginio Schiaparelli credette di scorgere una rete di canali sulla superficie di Marte, i cosiddetti "Canali di Marte". Si diffuse l'idea che tali formazioni fossero opere d'ingegneria idraulica realizzate da una specie intelligente per sopravvivere in un mondo più arido della Terra. L'astronomo statunitense Percival Lowell fu tra i maggiori sostenitori di questa teoria, che ebbe grande impatto popolare. Egli sostenne la tesi che i canali fossero stati costruiti da esseri intelligenti col proposito di gestire al meglio le insufficienti risorse idriche del pianeta, che immaginava - differentemente da Schiaparelli - coperto di vegetazione.
La controversia scientifica si trascinò per anni, fino ai primi del Novecento, quando fu dimostrato che i canali di Schiaparelli erano delle illusioni ottiche. Le idee di un Marte solcato da canali e abitato sarebbero tuttavia rimaste vive nell'immaginario popolare, grazie soprattutto alle numerose storie di fantascienza ambientate sul pianeta rosso, almeno fino al 1965, quando la televisione mostrò le prime foto scattate dalla sonda spaziale Mariner 4 della NASA di un pianeta desertico e inospitale.

### La guerra dei mondie le invasioni aliene

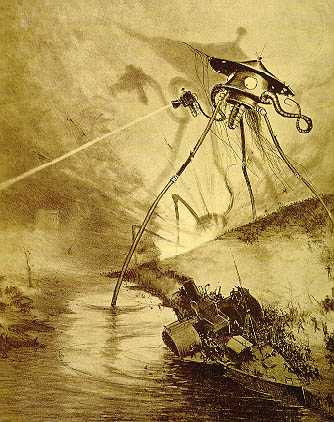
Illustrazione dall'edizione francese del 1906 de La guerra dei mondi

Con il romanzo del 1898 La guerra dei mondi di H.G. Wells, che rappresenta realisticamente un'invasione della Terra da parte dei marziani, l'idea di abitanti di altri mondi entra prepotentemente a far parte dell'immaginario collettivo.
Benché già prima della pubblicazione de La guerra dei mondi vi fossero state altre storie di alieni e di invasioni aliene, questo romanzo è considerato generalmente come il prototipo delle storie di invasione aliena e a Wells è accreditata l'ideazione di diversi temi sugli extraterrestri che sono stati poi notevolmente ampliati dagli scrittori di fantascienza nel corso del Novecento, tra cui il primo contatto e la guerra interplanetaria tra specie differenti.
Wells stesso, vari decenni dopo, ribaltò lo stereotipo dell'alieno malvagio che egli stesso aveva contribuito a creare in un successivo romanzo, Gli astrigeni (Star Begotten, 1937): i marziani erano qui descritti come una sorta di fratelli maggiori e più saggi dell'umanità, che guidano l'evoluzione dell'intelletto umano con una dosata irradiazione di raggi cosmici. Dalla Guerra dei mondi in poi, la paura dell'invasione degli "alieni" rimase comunque una costante in numerosissime opere popolari. Dal romanzo fu tratto nel 1938 un dramma radiofonico omonimo prodotto e interpretato da Orson Welles come una radiocronaca, talmente realistica e convincente da gettare nel panico milioni di ascoltatori americani.

### I pulp e l'epoca d'oro della fantascienza

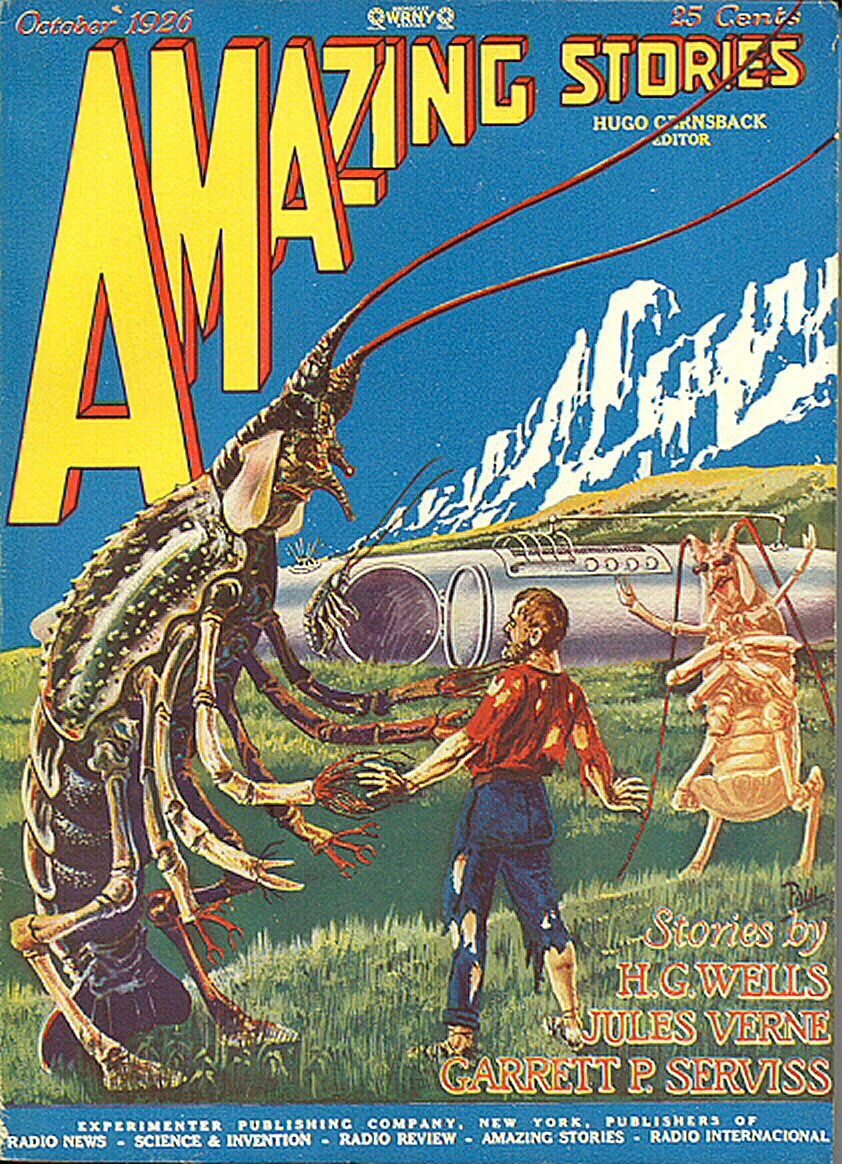
Copertina della rivista Amazing Stories, ottobre 1926.

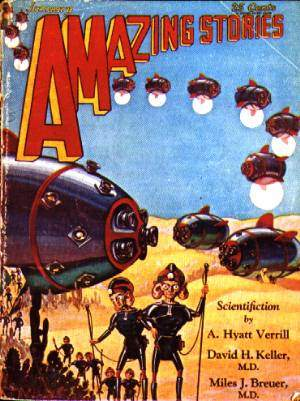
Copertina di Amazing Stories, gennaio 1930, in cui sono rappresentati dei marziani per come erano immaginati all'epoca.

Durante la prima fantascienza delle riviste "pulp" statunitensi (anni venti e trenta), gli extraterrestri sono stati spesso rappresentati come mostri e più in generale come semplici personaggi stereotipati, antagonisti malvagi dell'eroe, o al massimo nel ruolo di "spalla" del protagonista, che quasi invariabilmente è un giovane maschio bianco terrestre. In queste prime storie avventurose e nelle illustrazioni di copertina compare spesso il personaggio del mostro dagli occhi da insetto (BEM, bug-eyed monster) che insidia la fanciulla da salvare. Nell'epoca d'oro della fantascienza (dalla fine degli anni trenta agli inizi dei cinquanta) gli extraterrestri sovente erano fatti provenire dal pianeta Marte, da Venere o da altri luoghi del sistema solare allora considerati misteriosi. In seguito, con il progredire delle osservazioni astronomiche e dell'esplorazione spaziale, la loro origine sarà spostata in pianeti sempre più remoti.
Vari autori già agli inizi degli anni trenta avevano messo in discussione lo stereotipo degli extraterrestri come crudeli invasori o guerrieri simili all'uomo. Stanley G. Weinbaum, in Un'odissea marziana (1934), descrive un Pianeta Rosso abitato da creature pacifiche, spesso intelligenti quanto gli esseri umani, ma con una psicologia del tutto diversa e incomprensibile. Dello stesso anno, nel racconto Vecchio fedele di Raymond Z. Gallun, un marziano fugge dal governo dispotico del suo pianeta e, con l'aiuto di una cometa, raggiunge la Terra dove riesce a incontrare i terrestri con cui era entrato in contatto radio; infine muore perché l'atmosfera terrestre è troppo densa per lui.
L'elenco dei libri di narrativa che contengono descrizioni di extraterrestri o di forme di vita aliene, dal romanzo di Wells in poi, è sterminato. Le opere di questo tipo vanno dalla narrativa di anticipazione o di speculazione (Infinito di Olaf Stapledon), agli horror (molti dei racconti del "terrore cosmico" di Lovecraft) fino alla space opera, l'avventura spaziale popolare a partire dagli anni trenta-quaranta. Nel romanzo Infinito (1930) di Olaf Stapledon, i marziani hanno la forma di nuvole capaci di comunicare telepaticamente e formano una coscienza collettiva sul loro pianeta; tentano anch'essi un'invasione della Terra, ma vengono respinti, anche se la vittoria sarà fatale ai terrestri.
Gli alieni sono protagonisti dei primi fumetti di fantascienza, inizialmente comici e satirici, pubblicati in forma di strisce o vignette nei quotidiani: Marsoozalums, apparso nel 1901 sul New York Journal, e Mr. Skygack, from Mars, del 1907. In Flash Gordon, del 1934, il protagonista è catapultato nel planetoide alieno di Mongo, popolato da numerose razze diverse. Il più famoso personaggio di origine extraterrestre, Superman, fa la sua apparizione nel 1938.

### Dagli anni cinquanta
Il secondo dopoguerra vede l'inizio della guerra fredda, che viene riflessa nell'immagine ancora una volta popolare dell'alieno malvagio, minacciosamente in procinto di conquistare gli Stati Uniti con armi terribili. La più grande ondata di pellicole sulle invasioni aliene si ha proprio tra l'ascesa di Joe McCarthy nel 1950 e il lancio dello Sputnik nel 1957. La corsa allo spazio condotta nell'ambito della guerra fredda tra USA e URSS, provoca un rinnovato interesse per l'esplorazione del cosmo e per i suoi possibili abitatori.
Con la nascita dell'ufologia alla fine degli anni quaranta e soprattutto negli anni cinquanta, gli extraterrestri divengono anche, da elemento narrativo e soggetto filosofico, oggetto di indagine con velleità scientifiche. Dopo decenni di ricerche inconcludenti, la mancanza di risultati scientifici che potessero comprovare - o escludere - l'origine extraterrestre del fenomeno UFO non ha diminuito la popolarità degli alieni, mantenendo l'entità extraterrestre una figura enigmatica, misteriosa e aperta a qualsiasi interpretazione. Essa continua dunque a essere un terreno fertile per i narratori, che la possono adattare per qualsiasi ruolo all'interno delle proprie storie, anche di tipo allegorico.
Nelle Cronache marziane (1950), di Ray Bradbury, Marte viene conquistato e colonizzato dai terrestri. I marziani sono un'antichissima e saggia razza in malinconica decadenza, destinata ad una rapida estinzione. Vi è un evidente parallelo con la conquista del Nuovo Mondo: gli umani si insediano sul suolo marziano senza considerazione per gli indigeni, che vengono uccisi dalle malattie portate dalla Terra, come accadde per i nativi americani.
Sulla scorta dell'ufologia nascono anche dei culti religiosi, tra cui i Raeliani, che riprendono elementi dalla Teosofia e dalle religioni orientali; in genere queste credenze propongono la figura di alieni saggi e benevoli; tuttavia non manca la figura dell'alieno malvagio, che in tale ambito religioso è più che altro riconducibile ai miti e ai simboli della demonologia cristiana.
Con gli anni sessanta-settanta della New Wave e della "fantascienza sociologica", gli extraterrestri nella narrativa dismettono il semplice ruolo di crudeli invasori per godere di maggiore risalto nella loro componente psicologica e culturale, superando gli stereotipi e diventando, sempre più spesso, i veri protagonisti della narrazione, che approfondisce la descrizione del loro habitat e della loro civiltà; nascono storie interamente ambientate in contesti alieni e narrate dal punto di vista degli extraterrestri, per le quali è stato coniato il termine di "xenofiction".
In Straniero in terra straniera (Stranger in a Strange Land, 1961), di Robert A. Heinlein, i saggi e antichi Marziani allevano il protagonista umano, orfano, il quale al termine dell'adolescenza fa ritorno sulla Terra, per conoscere la cultura umana a lui "aliena". La controcultura dei tardi anni sessanta fu influenzata da questo libro per i suoi temi libertari e per la sua esaltazione dell'"amore libero".
L'elenco dei libri di narrativa che contengono descrizioni di extraterrestri o di forme di vita aliene è sterminato. Le opere di questo tipo vanno dalla narrativa di anticipazione o di speculazione (La nuvola nera (1957) di Fred Hoyle), al racconto filosofico (come in alcune opere di Stanisław Lem, dove l'alieno è solitamente un enigma: ad esempio Solaris, Il pianeta del silenzio), agli horror fino alla fiaba per bambini (Extraterrestre alla pari e Clorofilla dal cielo blu di Bianca Pitzorno), alla tradizionale space opera.
Extraterrestri - più o meno pittoreschi - compaiono abitualmente (anche come personaggi principali) in film, serie televisive e fumetti.

## Extraterrestri umanoidi

### Omini verdi
Un'espressione ricorrente per indicare gli extraterrestri è "omini verdi" od "ometti verdi" (in inglese "little green men"), per riferirsi a delle figure stereotipate di alieni. La loro raffigurazione può variare notevolmente, ma il più delle volte sono rappresentati come creature umanoidi dalla pelle verdastra e dalla statura inferiore a quella umana, glabre e dotate di una testa imponente (a suggerirne l'intelligenza assai sviluppata), occhi grandi e privi di pupille, naso appena abbozzato e arti esili; talvolta presentano delle antenne sul capo.
L'etichetta di "omini verdi", spesso utilizzata in senso umoristico e parodico, è rimasta associata per molti anni ai marziani. Il colore verde in riferimento agli alieni deriva forse dal romanzo originale di Edgar Rice Burroughs Sotto le lune di Marte (A Princess of Mars, 1912), dove sono descritte varie specie di marziani, tra cui appunto una razza con la pelle verde. Nella tradizione narrativa, il colore verde è onnipresente per evocare creature magiche e spettrali; Claude Lecouteaux, nel suo saggio Les nains et les elfes au Moyen Âge, sostiene che questo colore è una prerogativa delle forze dell'Aldilà.
Il colore verde in associazione agli extraterrestri sarà ripreso, dopo Burroughs, da molti altri autori e compare, in qualche caso, anche nel titolo delle loro opere, come nel romanzo The Green Man di Harold Sherman (1946, su Amazing Stories) e nel seguito The Green Man Returns (1947), dove un messia dalla pelle verde discende sulla Terra da un disco volante, o nel racconto The Third Little Green Man di Damon Knight (1948, su Planet Stories). Alieni verdi comparivano anche nelle copertine di pulp magazine con le avventure di Flash Gordon e Buck Rogers e persino nei cartoni animati della Warner Brothers, dove fa la sua comparsa nel 1948 il personaggio comico di Marvin il Marziano (Marvin the Martian o Commander X-2), un piccolo alieno bellicoso in divisa verde.
Gli omini verdi sono protagonisti, ad esempio, del romanzo di Mack Reynolds The Case of the Little Green Men (1951), in cui un detective indaga sugli extraterrestri che vivono sulla Terra in mezzo alla popolazione. Fredric Brown, nel suo romanzo del 1954 Marziani, andate a casa! (Martians, Go Home!) descrive in tono umoristico un'improvvisa invasione di milioni di marziani verdi, intangibili e sostanzialmente pacifici, ma insopportabili nella loro invadenza.

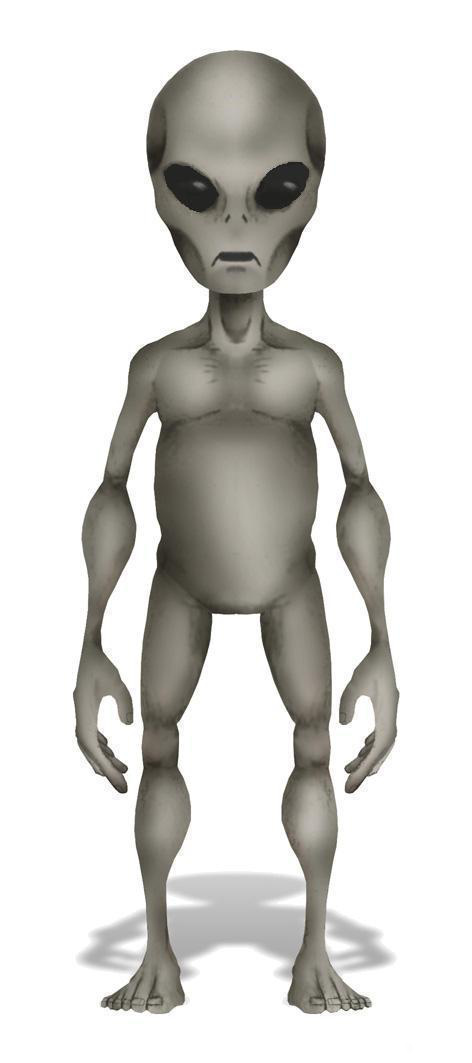
Rappresentazione artistica di un "grigio", un tipo di alieno molto popolare nell'immaginario ufologico e fantascientifico.

### Grigi
I "grigi" hanno rimpiazzato gli omini verdi come stereotipo di extraterrestre nella cultura popolare, grazie alla diffusione data loro dalle pubblicazioni ufologiche, che comunque propongono anche altre rappresentazioni di alieni, come i benevoli "Nordici" (presenti soprattutto nell'immaginario ufologico europeo), i sanguinari Rettiliani o gli inquietanti Insettoidi.
I grigi fanno la loro prima significativa apparizione cinematografica nel film del 1977 Incontri ravvicinati del terzo tipo, in cui il regista Steven Spielberg si servì di alieni simili a bambini come metafora creativa.

## Extraterrestri zoomorfi
Appartengono a questa vasta categoria gli alieni rappresentati con un misto di caratteristiche umane e di animali terrestri. I più noti di questo tipo di extraterrestri sono i rettiliani - popolari tra gli ufologi - e gli insettoidi.
Gli alieni a forma di rettile sono i protagonisti della serie televisiva Visitors, dove si presentano camuffati sotto un aspetto umano.
Alieni dalle sembianze di insetti compaiono nella serie televisiva Star Trek: Enterprise, dove rappresentano una delle specie del popolo Xindi.

## Altri tipi di extraterrestri
La rappresentazione di extraterrestri non si limita a creature antropomorfe o zoomorfe.
Già nel sopracitato romanzo di H. G. Wells i marziani sono rappresentati come esseri tentacoluti, con cenni di biologia extraterrestre. Da qui seguirono altre rappresentazioni di extraterrestri più o meno mostruosi. Murray Leinster, nel racconto Proxima Centauri (1935) descrive gli extraterrestri come dei ferocissimi mostri vegetali, senzienti, ma antropofagi. Molte delle entità che popolano i racconti di H. P. Lovecraft sono spesso descritte come provenienti da altri mondi (altri pianeti, altre galassie o altri piani di esistenza).
D'altra parte, C. S. Lewis, nel romanzo Lontano dal pianeta silenzioso del 1938, descrive gli eldila, esseri di energia (nel contesto, una versione fantascientifica degli angeli).
Mentre questi extraterrestri possono essere affini alla mitologia, altri autori hanno invece voluto descrivere forme molto differenti di esseri viventi. Già Keplero, nel Somnium (pubblicato postumo nel 1634), si rende conto che l'irregolare clima lunare e il terreno ostile avrebbero prodotto piante e animali molto diverse da quelle terrestri e, invece di ideare una civiltà lunare simile a quelle terrestri, descrive delle creature (forse solo animali, forse no), dal breve arco vitale, in continua migrazione per sfuggire agli sbalzi di temperatura e a condizioni ostili di vita.
Nel corso di questa voce sono state già citate altre forme di vita più insolite, come le colonie senzienti di batteri marziani di Olaf Stapledon (Infinito, 1930) e La nuvola nera di Fred Hoyle (1969) (nel romanzo si suggerisce anzi che sia una forma di vita comune nell'universo); di nuovo, Murray Leinster, nel racconto Il pianeta solitario (1949), anticipa Solaris raccontando di una massa gigantesca di protoplasma senziente che ricopre un intero pianeta, sostanzialmente ben intenzionata; Michael Crichton, nel romanzo Andromeda (1969), descrive un virus alieno (non senziente).
Altri autori ancora sono passati a forme di vita non basate sulla chimica del carbonio: il caso limite, forse, è Dragon's Egg (1980) di Robert L. Forward, dove il metabolismo degli extraterrestri si basa su reazioni nucleari anziché sulle reazioni chimiche, con effetti sulla scala dei tempi: nell'arco di pochi giorni terrestri, per queste forme di vita passano intere civiltà, finché non superano rapidamente la stessa civiltà terrestre. Il racconto fu suggerito da un saggio dell'astronomo Frank Drake.
Un altro caso limite, di tipo più ludico, è Dkrtzy RRR, un'equazione matematica senziente. Questo personaggio inventato da Alan Moore compare nei fumetti e si può considerare un'entità di natura memetica, come, per esempio, un software. Questa equazione è stata scoperta (o costruita) da un matematico extraterrestre e, nel contesto della storia, lavora e coopera con altre entità.

## Primo contatto

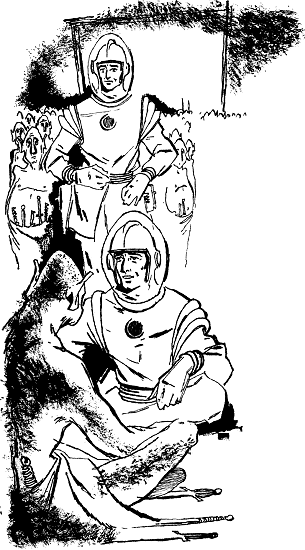
Un incontro tra terrestri e alieni in un altro pianeta, come immaginato in molte opere di fantascienza. Illustrazione di Scattergood per il racconto Warrior Race di Robert Sheckley, Galaxy Science Fiction novembre 1952.

Un soggetto da sempre legato agli extraterrestri è immaginare come potrebbe svolgersi il primo incontro con essi e a quali conseguenze - benefiche o disastrose - potrebbe condurre per la specie umana.
A questo tema sono state dedicate intere serie. Un classico è la serie di romanzi dei Free Traders (dal 1966) di Andre Norton. Una trattazione moderna e scientificamente curata, che usa segnali radio invece delle astronavi, si ritrova nei romanzi Gli ascoltatori (Listeners, 1972) di James Gunn e Contact (1985) dell'astrofisico Carl Sagan, veri e propri manifesti del progetto SETI.
Una variazione originale sul tema è quella di James White con il suo romanzo Incontro nell'abisso (The Watch Below, 1965) in quanto si svolge in ambiente sottomarino sulla Terra e con modalità del tutto inconsuete.
Ultimatum alla Terra, un film del 1951 liberamente tratto dal racconto Addio al padrone (Farewell to the Master, 1940) di Harry Bates, mostra le incomprensioni e il clima di diffidenza che potrebbero segnare e rovinare il buon esito di un primo contatto fra la civiltà terrestre e una maggiormente avanzata, che avvenisse sulla Terra.

## Extraterrestri al cinema e in televisione
Il primo film in cui appaiono extraterrestri - per la precisione dei seleniti - è il Viaggio nella Luna di Georges Méliès del 1902, considerato anche il primo film di fantascienza. Gli abitanti della Luna sono rappresentati come creature grottesche simili a folletti, senza alcuna pretesa di scientificità. Segue nel 1918 il meno noto film danese Himmelskibet di Holger-Madsen dove compaiono dei marziani, l'inglese The First Men in the Moon di Bruce Gordon e J. L. V. Leigh (1919) con abitanti della Luna e il film sovietico Aėlita diretto da Jakov A. Protazanov (1924), nuovamente con dei marziani.
La più grande ondata di pellicole sulle invasioni aliene si ebbe invece nell'epoca tra l'ascesa di Joe McCarthy nel 1950 e il lancio dello Sputnik 1 nel 1957. Si tratta di film hollywoodiani che giocavano sulla paranoia anticomunista dilagante negli Stati Uniti dell'epoca, seppure senza affrontare in modo esplicito i temi scottanti del Maccartismo e della "paura rossa". In questa fase storica gli alieni sono quasi invariabilmente ritratti come malvagi invasori alieni, con episodiche eccezioni (come i film Ultimatum alla Terra del 1951, Cittadino dello spazio del 1955, I figli dello spazio del 1958).
Dagli anni cinquanta in poi la presenza di extraterrestri diventa un tema fisso del cinema e di show televisivi; i film in cui compaiono extraterrestri - anche a scopo parodistico - sono ormai centinaia; così come le serie televisive. Per queste ultime, i primi titoli - in ordine cronologico - sono la serie britannica Doctor Who (dal 1963) e le serie statunitensi Lost in Space (1965 - 1968) e Star Trek (1966 - 1969). Nella serie originale di Star Trek l'incontro con "nuove forme di vita e nuove civiltà" è un elemento centrale e le serie succedutesi negli anni hanno mostrato un cospicuo numero di differenti specie extraterrestri (oltre 400, quasi sempre del tipo umanoide).

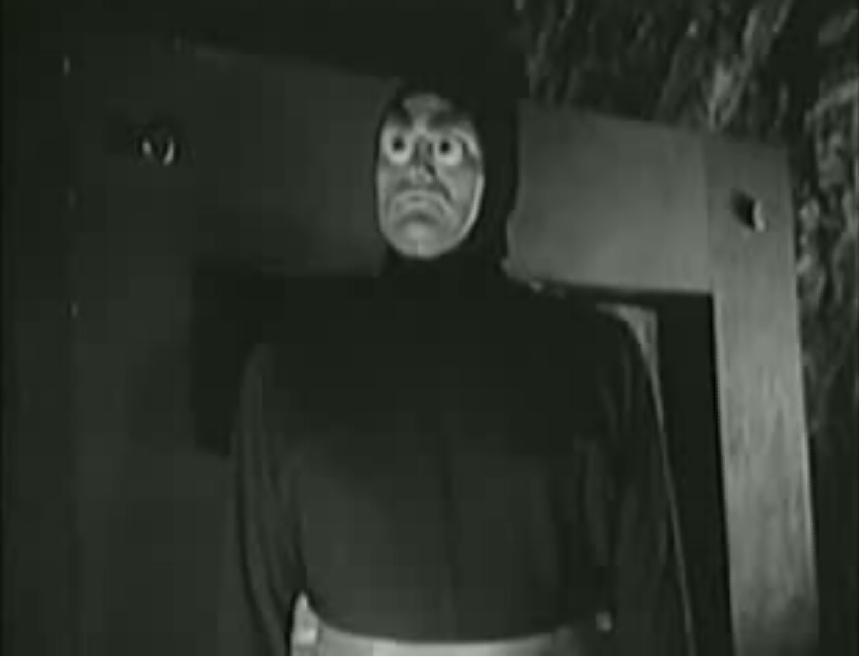
Un alieno nel film Guerra tra i pianeti (Killers From Space) del 1954

In anni più recenti, è da citare la serie televisiva X-Files, che ha attinto a piene mani ai temi della cultura popolare statunitense come le teorie del complotto sugli UFO. Un piccolo alieno verde è inoltre tra i protagonisti della serie di animazione per ragazzi Go Go Around Italy, prodotta in Italia nel 2023 e trasmessa dalla Rai.